# Ramón de Gironella
Guillem Ramón de Gironella, en catalán: Guillem Ramon de Gironella, (siglo XIII) fue un trovador originario de Gironella, en el Principado de Cataluña.

## Vida
Guillem Ramon era de Gironella, en el Bergadá, familia de los señores de Gironella.
Numerosas personas levaban el nombre de «Ramon de Gironella» en documentos de los siglos XII y XIII, pero ninguna otra con el nombre «Guillem Ramon». Así se documenta un Ramón de Gironella veguer en 1209 en Gerona, que jura en nombre del rey Pedro II, «el Católico», un pacto con el arzobispo «Guillem» de Tarragona. En 1209 el arzobispo de Tarragona era Ramón de Rocabertí, por lo que es desconocido quien sería este Guillermo. En la época hubo dos arzobispos llamados Guillermo: Guillermo de Torroja (1171-1174) y Guillermo de Montgrí (1234-1237), pero ninguno en 1209.
En otro cartulario aparece un Ramón de Gironella como asistente al homenaje del vizconde de Cabrera al obispo «Guillem» de Gerona. Obispos de Gerona con el nombre de «Guillem» en la época fueron Guillem de Peratallada (1161-1168), Guillem de Monells (1168-1178) y Guillem de Cabanelles (1227-1245). En 1226 aparece un «Guillem Ramon» como firmante en Barcelona de un pacto entre el rey Jaime I y la casa de Montcada y sus seguidores.
El trovador ha sido identificado con una persona fallecida en 1239, que lleva las iniciales «G.R.» grabadas en una tumba del monasterio de San Daniel, junto a la de su madre, Brunissendis de Gerundella. Si esta identificación es correcta, Guillem Ramon era el canónigo Guillelmus Raimundi de Gerundella, cuya muerte consta en los registros monásticos el 8 de julio de un año desconocido.
En 1259, ya fallecido el Ramón de Gironella anterior, se documenta otro del mismo nombre que prestó testimonio al decreto sobre el cambio de moneda realizado por Jaime I en Beziers y en 1260 es testimonio de otro decreto de Jaime I en el palacio real de Barcelona.

## Obra
Toda la poesía superviviente de Guillem Ramon, cuatro obras en total, se conserva en un solo cancionero, tres canciones bajo el nombre completo de «Guilem Raimon de Gironela» y un partimiento con el juglar Pouzet bajo el nombre de «Guilem Raimon». Hacia el final de esta pieza, «Del joi d'amor agradiu», Guillem sugiere someterla al juicio de «la de Palau», pero la dama y el Palau [Palacio] al que se refiere no son identificables con seguridad. El trovador contemporáneo, Cerverí de Gerona, en su Recepta de xarob, escrita entre 1260 y 1285, menciona: «E si Na Guyllamona (o Guillemona) / lay a Palau, vos dona / un pauc de cuyndia...» La señora Guillemona podría ser la del Palau del partimiento de Guillem Ramón. De ser así, esto establecería un vínculo entre el desconocido Guillem Ramon y el famoso Cerverí, situando al primero en un mejor contexto.
Sin embargo, otra referencia de Cerverí pone en duda la identificación del trovador Guillem Ramon con el canónigo. Cerverí, en su Testamento (1274), afirma que «En Poncet» está agradecido al «don de Gironella» [señor de Gironella], pero Guillem Ramón no era el señor feudal de Gironella, ni siquiera un noble, sino un clérigo. Se desconoce si Cerverí estaba confundido o si Guillem Ramon se dedicó al clero en su etapa adulta.
En dos de sus canciones —«Gen m'apareill» y «La clara lutz del bel jorn»—, Guillem Ramon celebra a una persona con el senhal [suedónimo] «Sobreluenh» [A distancia], pero se debate si se trata de su dama o de una amigo, como el vizconde de Cardona o Cabrera. Ramon Guillem conocía el poema Erec et Enide de Chrétien de Troyes, como lo revela en «Gen m'apareill»:

Cor es de bos aips complida

   deu esser enantida

sa valors, s'ap si m'acueill;

enquer n'er meils que d'Enida

can Erecs l'ac enrequida,

quar mais la tem e l'am meils.